# Taígete
En la mitologia grega, Táigete (en grec antic, Ταϋγέτη: Taygète) és una de les set Plèiades, per tant filla d'Atles i Plèione. Va ser estimada per Zeus, si bé al principi va refusar i va demanar ajuda per escapar a la deessa Artemisa. Aquesta la va convertir en cérvol i li va consagrar la Cérvola de Cerinea.
Segons altres autors, Táigete va acabar cedint a Zeus, i junts van tenir un fill: Lacedèmon.